# Distretto di Huatasani
Il distretto di Huatasani è uno degli otto distretti della provincia di Huancané, in Perù. Si trova nella regione di Puno e si estende su una superficie di 106,73 chilometri quadrati.

Istituito il 21 giugno 1967, ha per capitale la città di Huatasani; nel censimento 2005 si contava una popolazione di 2.912 unità.